# Incubate Lactate Perambulate
Incubate Lactate Perambulate  est une œuvre de l'artiste britannique Angela Bulloch. Il s'agit d'une installation lumineuse d'une série de cubes dont la couleur varie. Elle est installée en 2006 dans le cadre de la création de la ligne 3 du tramway d'Île-de-France, actuelle ligne 3a,.

## Description
L'œuvre est une installation lumineuse. Elle est constituée d'une succession de 27 cubes de 50 cm de côté, disposés horizontalement pour former une ligne de 13,50 m. Chaque cube contient trois tubes fluorescents rouge, vert et bleu et possède une face translucide. La couleur émise par chaque cube évolue au fil du temps.

## Localisation
L'œuvre est installée au-dessus de l'entrée de l'institut de puériculture et de périnatologie, boulevard Brune dans le 14e arrondissement de Paris.

## Commande
L'œuvre fait partie des neuf œuvres d'art contemporain réalisées dans le cadre la commande publique sur le parcours du tramway des Maréchaux Sud, en 2006. Le commissariat artistique de cette commande a été attribué au Mamco, par l'entremise de son directeur Christian Bernard.

## Artiste
Angela Bulloch est une artiste britannique.